# Panaxia italica
Panaxia italica är en fjärilsart som beskrevs av Adalbert Seitz 1910. Panaxia italica ingår i släktet Panaxia och familjen björnspinnare. Inga underarter finns listade i Catalogue of Life.